# Nos défaites
Pour plus de détails, voir Fiche technique et Distribution.
Nos défaites est un film français réalisé par Jean-Gabriel Périot et sorti en 2019.

## Projet et synopsis
Jean-Gabriel Périot a travaillé avec les élèves de la classe de première (option cinéma) du lycée Romain-Rolland d'Ivry-sur-Seine au cours de l'année scolaire 2017-2018. Un épilogue, tourné en décembre 2018, revient sur les mouvements lycéens contre Parcoursup avec, notamment, une reconstitution de l'intervention policière à Mantes-la-Jolie.
Il leur a proposé de rejouer des scènes de films militants ou de fiction tournés autour de mai 68 (notamment La Chinoise de Jean-Luc Godard ou Camarades de Marin Karmitz). À l'issue de ces séquences, il leur pose des questions sur les sujets évoqués dans ces scènes (grève, syndicat, politique).

## Fiche technique
- Titre : Nos défaites
- Réalisation : Jean-Gabriel Périot
- Scénario : Jean-Gabriel Périot
- Photographie : Amine Berrada et Manon Fourneyron
- Son : Claire Goldmann-Fournier, Ségolène Fuila et Dana Farzanehpour
- Montage : Jean-Gabriel Périot
- Musique : David Georgelin
- Production : Envie de tempête Productions
- Pays d'origine :  France
- Genre : Documentaire
- Durée : 87 minutes
- Dates de sortie : 
  - Allemagne - 9 février 2019
  - France - 18 octobre 2019

## Distribution
Le film a été réalisé avec des élèves de première du lycée Romain-Rolland d'Ivry-sur-Seine. Pendant le tournage, certains jouaient devant la caméra, tandis que les autres formaient l’équipe technique. Apparaissent à l'écran :
- Swann
- Natasha
- Ghaïs
- Jackson
- Julie
- Rosalie
- Alaa
- Marine
- Floricia
- Martin

## Sélections
- 2019 :
  - Festival Visions du réel
  - Festival de cinéma de Douarnenez
  - Rencontres Gindou Cinéma
  - Festival international du film de La Rochelle
  - Berlinale (sélection du Forum)[4]

## À propos du film

### Extraits
Dans Nos défaites, les lycéens rejouent des extraits des films suivants[réf. à confirmer] :
- La Salamandre d'Alain Tanner (1970)
- Avec le sang des autres du groupe Medvedkine de Sochaux - Bruno Muel (1974)
- Camarades de Marin Karmitz (1969)
- La Chinoise de Jean-Luc Godard (1967)
- La Reprise du travail aux usines Wonder de Pierre Bonneau, Liane Estiez-Willemont et Jacques Willemont (1968)
- Citroën Nanterre, mai-juin 1968 d'Édouard Hayem et Guy Devart (1968)
- À pas lentes du collectif Cinélutte (1979)
- À bientôt, j’espère de Chris Marker et Mario Marret (1968)

### Presse
- Clarisse Fabre, « Nos défaites : une jeunesse française », Le Monde, 10 octobre 2019
- Laura Tuillier, Cahiers du cinéma, no 759, octobre 2019, p. 71
- Claudine Castel, Jeune Cinéma, no 396-397, octobre 2019